# Ріпецький Степан Теодорович
Степан Теодорович Ріпецький (1894 — 2 жовтня 1986, Риджвуд, Нью-Джерсі) — український галицький адвокат (доктор права), політичний діяч та публіцист родом з Самбора. Син отця Теодора Ріпецького, брат Всеволода, Мирослава, Олександра Ріпецьких.

## Життєпис
Член управи товариства «Січові Стрільці» у Самборі 1913–1914, четар Легіону УСС, голова Української Академічної Громади в Празі 1921–1922, член Закордонного Комітету УП СР 1921-1926, лектор соціології Високого Педагогічного Інституту в Празі 1923-26, член Головної Управи УСРП у Львові 1926-39; на еміграції в Німеччині (член ЦК УСП та УН Ради) і (з 1949) у США, співредактор і редактор журналу «Вільна Україна» (1960—1969). Дійсний член Української вільної академії наук (УВАН), Дійсний член НТШ у діаспорі.
Автор праць:
- «Українське Січове Стрілецтво» (1956),
- «Листопад 1918 р.» (1961),
- «Бібліографія джерел до історії УСС» (1965).

Редактор збірника «За Волю України» (1967) та багатьох статей, зокрема:
- про часи визвольних змагань
- «Історія ідейно-духовного життя української молоді (1864—1914)» в збірнику Бучач і Бучаччина.[2]